# Six Shooter
Six Shooter é um filme de drama em curta-metragem britano-irlandês de 2004 dirigido e escrito por Martin McDonagh.
Venceu o Oscar de melhor curta-metragem em live action na edição de 2006.

## Elenco
- Brendan Gleeson
- Rúaidhrí Conroy